# Nuculana acuta
Nuculana acuta – gatunek małża morskiego należącego do podgromady pierwoskrzelnych.
Muszla wielkości około 0,6 cm. Kształtu ukośnie trójkątnego. Zwykle dwukrotnie dłuższa niż szersza. Jeden koniec owalny drugi szpiczasty. Kolor muszli biały, czasami z bardzo lekkim podbarwieniem oliwkowo-zielonym. Wnętrze muszli białe. 
Siedliskiem jest piaszczysty muł płytkich wód otwartych. Są rozdzielnopłciowe, bez zaznaczonych różnic płciowych w budowie muszli. Odżywiają się planktonem oraz detrytusem.
Występuje w Ameryce Północnej oraz Ameryce Południowej. Na terenie USA występuje od Massachusetts do Teksasu. Spotykany również na Karaibach.